# Harmònica de vidre

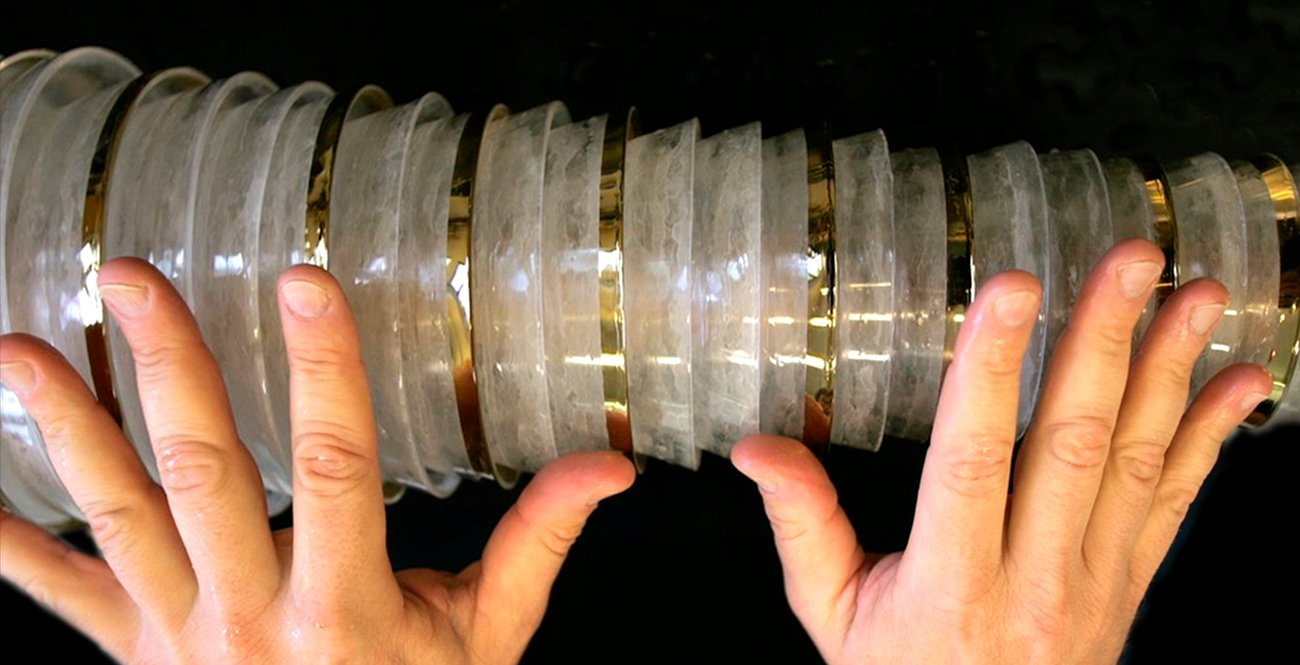
Manera de tocar una harmònica de vidre

L'harmònica de vidre o harmònica de cristall és un instrument musical de la família dels idiòfons, el so es genera per fricció. Va ser inventada per Benjamin Franklin l'any 1761, inspirat pel so que emeten les arpes de vidre (copes de vidre que, depenent de la quantitat d'aigua que continguin, emeten determinada nota en ser la seva vora fregada amb les puntes humides dels dits).
Es compon de diversos plats de vidre superposats i alineats al voltant d'un eix central que gira connectat a un pedal. En mullar-se els dits i fregar el vidre, produeix el mateix efecte sonor que les arpes de vidre.
L'harmònica de vidre, tot i que músics com Mozart, Beethoven o Richard Strauss van compondre peces per a l'instrument, no va tenir gens d'èxit; de fet, va ser prohibida perquè es deia que causava "bogeria, depressió i problemes conjugals". El musicòleg alemany Friedrich Rochlitz va escriure al diari musical Allgemeine Musikalische Zeitung que no s'hauria de tocar l'instrument.
En l'actualitat, se sap que aquests possibles efectes secundaris d'interpretar música amb l'instrument podrien deure's a la quantitat de plom amb la qual es fabricava el vidre i no pels efectes directes del so.
El compositor i músic alemany Carl Leopold Roellig (1745-1804), durant un temps, fou considerat l'inventor d'aquest instrument. Ara s'ha descobert que Roellig només el perfeccionà.

## Història de l’instrument
Per tots és sabut que en colpejar una copa, aquesta emet so. Igualment, sabem que a l'omplir-la de més o menys líquid, la seva freqüència és més o menys aguda. Doncs bé, aquest entreteniment de colpejar copes amb relatiu sentit musical s'havia fet molt popular a l'Europa de principi del segle xviii. Però va ser a Anglaterra on aquest joc, fins llavors de caràcter pseudo-científic, es va sofisticar: el 1744, un irlandès anomenat Richard Pockrich va decidir afinar les copes i alinear-les segons el seu to, per tocar-les, no ja amb un bastonet, sinó amb els dits. A poc a poc els diaris van anar recollint l'impacte i la popularitat de les anomenades "copes musicals" i van començar a fer-se coneguts alguns noms d'intèrprets. Una d'ells va ser Ann Ford, una dona que va escriure i publicar el primer mètode per a aquest instrument, en el qual descrivia amb tot detall com humitejar les puntes dels dits i els graus de pressió en les vores de les copes. No seria la primera ni l'última dona que es dedicaria a elles.
Alguns anys més tard, Benjamin Franklin es trobava de visita a Anglaterra. Passant a la figura de Franklin, un autèntic il·lustrat, va ser considerat un dels pares fundadors dels Estats Units i es va unir a la maçoneria gairebé al mateix temps en què iniciava la seva activitat política. A més d'aquest vessant, es va prodigar com a escriptor, sobretot d'articles periodístics -el seu pare li havia prohibit dedicar-se a la poesia- i d'alguns llibres de temes diversos, com el seu tractat d'escacs.
Però hi ha un Benjamin Franklin imprescindible: el científic. Noms com Isaac Newton o Joseph Addison el van influir directament, i el seu centre d'interès principal va ser una cosa tan màgica a l’època com l'electricitat. El 1752 va dur a terme un experiment clau protagonitzat per un estel enmig d'una tempesta. Construïda amb un esquelet de metall, la va fer volar amb una clau lligada al final del fil de seda per constatar un fet: la clau es carregava d'electricitat. Així, es va saber que els núvols estaven carregats d'electricitat i que els raigs no eren altra cosa que descàrregues elèctriques. El seu invent més famós va sorgir arran d'aquest descobriment: el parallamps. A més d'aquest, Franklin va ser el responsable d'altres invents, com les lents bifocals, l'humidificador per estufes, el catèter urinari flexible, el comptaquilòmetres i també el que ens ocupa, l'harmònica de vidre.
Així doncs, tornem a Anglaterra. A la primavera de 1758 Franklin havia viatjat de Londres a Cambridge per trobar-se amb Edmund Delaval, un científic especialitzat en electricitat i company de la Reial Societat de Londres per a l'Avanç de la Ciència Natural. En aquesta trobada, Franklin va descobrir que Delaval tenia un conjunt de les famoses copes musicals i no només això: les tocava meravellosament. I devia ser cert, si donem crèdit a les paraules de Thomas Gray, un assistent a una de les seves interpretacions en 1760: "L'altra nit escoltava a Delaval tocar les copes d'aigua i vaig quedar sorprès. No conec cap instrument amb un so tan celestial. Vaig creure sentir un querubí dins d'aquella caixa".
Després de veure i escoltar Delaval, un pensament rondava la ment de Franklin: aquelles copes podrien estar disposades de forma més convenient, més còmoda. Així doncs, va unir el seu gust per la música amb la seva fascinació per l'electricitat. Va agafar vint-i-tres copes amb un petit forat a la base i les va col·locar a un fus de ferro. Va col·locar el fus de forma horitzontal en una caixa de fusta i va connectar a aquest un motor que permetia a l'intèrpret rotar els tassons mentre els tocava amb una o dues mans. Els dits, a diferència del conjunt de copes anterior, ja no giraven a la vora de les copes. Ara eren les copes les que giraven.

## Influències
Des de la seva invenció, l'instrument va adquirir una gran popularitat al continent. Una de les responsables de la seva expansió va ser Marianne Davies, una virtuosa que va rebre la seva harmònica probablement de mans del mateix Benjamin Franklin. Va fer gira per Europa el 1768, aterrant en els cercles socials més alts. Més tard, el 1773, va arribar a ser coneguda per la família Mozart, fent que Leopold, el pare del geni de Salzburg, volgués adquirir una harmònica de vidre per a ell. Davies també va conèixer al metge Anton Mesmer, responsable de la teoria del "magnetisme", qui es va enamorar literalment de l'instrument i el va utilitzar per induir l'estat d'hipnosi als seus pacients.
Una altra de les virtuoses de l'harmònica va ser Marianne Kirchgessner, que va ser famosa a Europa a fi de segle xviii. Aquesta alemanya havia quedat cega als quatre anys a causa de la verola i, òrfena de mare, es va dedicar com va poder a tocar el piano, sense cap instrucció formal. Un dia, un alt càrrec local la va sentir tocar i va quedar tan sorprès que la va enviar amb el mestre de capella de Karlsruhe, Joseph Schmittbauer, perquè aprengués a tocar l'harmònica de vidre. El seu progrés va ser sorprenent: gairebé deu anys de gira pel continent a partir de 1791 van portar a conèixer a gran quantitat de gent, inclòs Wolfgang Amadeus Mozart. L'admiració d'aquest per la seva tècnica va quedar plasmada en una partitura: la del Quintet per a harmònica de vidre, flauta, oboè, viola i violoncel K617 que va escriure per Marianne.
Beethoven i fins i tot Richard Strauss a l'òpera La dona sense ombra també escrigueren per aquest instrument. Txaikovski, a l'obra La dança de la fada del sucre dins El Trencanous, la va compondre concretament per aquest instrument (veure vídeo). Per tant, així es pot comprovar com aquest era un dels instruments als quals les dones tenien accés i era acceptat que fossin intèrprets de l’instrument.
Però no tot van ser lloances per a aquesta creació musical del Segle de les Llums. Alguns nobles que van tractar la seva malenconia amb sessions de música interpretada amb harmònica de vidre, inicialment amb èxit, empitjoraven i patien atacs de nervis. Alguns intèrprets començaven a emmalaltir. Apareixien les crisis d'ansietat, les cefalees, els desmais. Es paralitzaven turmells i canells, es deteriorava la memòria. La màgia d'aquest instrument es feia fosca i ningú semblava saber per què. Alguns teòrics apuntaven a la persistència d'harmònics aguts continus i al contacte dels dits amb la superfície vibrant de les copes. La preocupació va arribar a tal extrem que en algunes ciutats alemanyes la policia va prohibir qualsevol ús d'aquest instrument. Havia començat el declivi.
Enmig d'aquest ambient, un belga, fill d'un mercader, encara hauria d'afegir més interès al mite fosc de l'harmònica de vidre. Fascinat pel sobrenatural, Étienne-Gaspard Robertson va ser el creador a París d'un espectacle molt particular. Experimentant amb miralls i els primers prototips de projeccions de l'anomenada "llanterna màgica", va portar el seu potencial al màxim, jugant amb les emocions humanes i induint el més pur terror en els seus espectadors. Van ser les anomenades Fantasmagories. Primer en petits teatres, més tard en ubicacions suggestives i gairebé màgiques com el convent dels Caputxins, apagava la llum de les espelmes per a fer aparèixer davant els ulls dels espantats espectadors els més diversos espectres i aparicions; sempre, és clar, amb una mateixa banda sonora, la música que creava amb l'harmònica de vidre.

## El declivi de l’instrument
Com és habitual en la majoria de casos, la vida la conformen cicles, i el de l'harmònica de vidre arribava a la seva fi. O almenys, entrava en un període de repòs a partir de 1830. Curiosament, i fins i tot durant el període de major fama d'aquest instrument, les copes musicals mai van deixar de tocar-se i tampoc ho van fer una vegada que la invenció de Franklin es va convertir en una peça de museu.
Però no podem acabar aquestes línies sense aclarir la causa de la maledicció de l'harmònica. Un motiu que ja avui, als nostres ulls, sembla poc misteriós. No va ser un altre que la intoxicació per plom, causa de malalties com el saturnisme. Si va ser aquesta o no l'única raó del descens de la seva popularitat entre l'alta societat de principis del XIX, mai ho sabrem, ja que el plom era present en gran quantitat d'objectes domèstics de l'època. Però si una cosa podem afirmar és que el so del vidre no va perdre mai la seva qualitat màgica. I és que per a persones com Goethe, el gran escriptor romàntic, en el so de l'harmònica es podia sentir "l'ànima del món".